# Flexió mecànica

Exemple de flexió mecànica: Part superior, un element com una barra es troba en estat de repòs, en la figura de sota aquest element és sotmès a una força, l'element, com a conseqüència, es doblega cap al mateix sentit d'on prové la força.

La flexió mecànica és el tipus de deformació que presenta un element estructural allargat en una direcció perpendicular al seu eix longitudinal. El terme "allargat" s'aplica quan una dimensió és dominant enfront de les altres. Un cas típic són les bigues, principalment, les que estan dissenyades per treballar per flexió. Igualment, el concepte de flexió s'estén a elements estructurals superficials com plaques o làmines.
El tret més destacat és que un objecte sotmès a flexió presenta una superfície de punts anomenada fibra neutra tal que la distància al llarg de qualsevol corba continguda en ella no varia respecte al valor abans de la deformació. L'esforç que provoca la flexió es denomina moment flector.

## Flexió en bigues i arcs
Les bigues o els arcs són elements estructurals pensats per treballar predominantment en flexió. Geomètricament són prismes mecànics, la rigidesa depèn, entre altres coses, del moment d'inèrcia de la secció transversal de les bigues. Existeixen dues hipòtesis cinemàtiques a nivell general, per representar la flexió de bigues i arcs:
- La hipòtesi de Navier-Bernouilli.
- La hipòtesi de Timoshenko.

### Teoria d'Euler-Bernoulli
La teoria d'Euler-Bernoulli per al càlcul de bigues és la que es deriva de la hipòtesi cinemàtica d'Euler-Bernouilli, i pot emprar-se per calcular tensions i desplaçaments sobre una biga o arc de longitud d'eix gran comparada amb el cant màxim o altura de la secció transversal.
Per escriure les fórmules de la teoria d'Euler-Bernouilli convé prendre un sistema de coordenades adequat per descriure la geometria, una biga és de fet un prisma mecànic sobre el qual es poden considerar les coordenades ( s, i, z ) amb  es  la distància al llarg de l'eix de la biga i ( i, z ) les coordenades sobre la secció transversal. Per al cas d'arcs aquest sistema de coordenades és curvilini, encara que per a bigues d'eix recte pot prendre com cartesià (i en aquest cas es s'anomena com a x). Per a una biga de secció recta la tensió el cas de flexió composta esbiaixada la tensió ve donada per la fórmula de Navier:

{\displaystyle \sigma (x,y,z)={\frac {N_{x}(x)}{A}}+{\frac {zI_{z}-yI_{yz}}{I_{z}I_{y}-I_{yz}^{2}}}M_{y}(x)-{\frac {yI_{y}-zI_{yz}}{I_{z}I_{y}-I_{yz}^{2}}}M_{z}(x)}

On:
{\displaystyle I_{y},I_{z}\;} són els segons moments d'àrea (moments d'inèrcia) segons els eixos I i Z.
{\displaystyle I_{yz}\;} és el moment d'àrea mixt o producte d'inèrcia segons els eixos Z i Y.
{\displaystyle M_{y}(x),M_{z}(x)\;} són els moments flectors segons les adreces I i Z, que en general variaran segons la coordenada  x .
{\displaystyle N_{x}(x)\;} és el esforç axial al llarg de l'eix.
Si la direcció dels eixos de coordenades ( i, z ) es prenen coincidents amb les direccions principals d'inèrcia llavors els productes d'inèrcia s'anul·len i l'equació anterior se simplifica notablement. A més si es considera el cas de flexió simple no-desviada les tensions segons l'eix són simplement:

{\displaystyle \sigma (x,y,z)=-{\frac {yM_{z}(x)}{I_{z}}}}

D'altra banda, en aquest mateix cas de flexió simple no esviada, el camp de desplaçaments, en la hipòtesi de Bernoulli, ve donada per l'equació de la corba elàstica:

{\displaystyle {\frac {d^{2}w(x)}{dx^{2}}}={\frac {M_{z}(x)}{EI_{z}}}\qquad \rightarrow \qquad {\frac {d^{4}W(x)}{dx^{4}}}={\frac {q_{L}(x)}{EI_{z}}}}

On:
{\displaystyle W(x)\,} representa la fletxa, o desplaçament vertical, respecte de la posició inicial sense càrregues.
{\displaystyle M_{z}(x)\,} representa el moment flector al llarg de l'ordenada  x .
{\displaystyle I_{z}\,} el segon moment d'inèrcia de la secció transversal.
{\displaystyle I\,} el mòdul d'elasticitat del material.
{\displaystyle Q_{L}(x)\,} representa les càrregues al llarg de l'eix de la biga.

### Teoria de Timoixenko

Esquema de deformació d'una biga que il·lustra la diferència entre la teoria de Timoixenko i la teoria d'Euler-Bernouilli : en la primera θ _{ i } i dw / dx _{ i } no tenen necessàriament que coincidir, mentre que en la segona són iguals.

La diferència fonamental entre la teoria d'Euler-Bernouilli i la teoria de Timoixenko és que a la primera el gir relatiu de la secció s'aproxima mitjançant la derivada del desplaçament vertical, això constitueix una aproximació vàlida només per a peces llargues amb relació a les dimensions de la secció transversal, i llavors succeeix que les deformacions degudes al esforç tallant són menyspreables enfront de les deformacions ocasionades pel moment flector. En la teoria de Timoixenko, on no es menyspreen les deformacions degudes al tallant i, per tant, és vàlida també per a bigues curtes, l'equació de la corba elàstica ve donada pel sistema d'equacions més complex:

{\displaystyle {\begin{cases}G\left({\cfrac {dw}{dx}}-\theta _{z}\right)={\cfrac {V_{y}}{A}}\\E\left({\cfrac {d\theta _{z}}{dx}}\right)={\cfrac {M_{z}}{I_{z}}}\end{cases}}}

Derivant la primera de les dues equacions anteriors i substituint-hi la segona arribem a l'equació de la corba elàstica incloent l'efecte de l'esforç tallant:

{\displaystyle {\frac {d^{2}w}{dx^{2}}}={\frac {1}{GA}}{\frac {dV_{y}}{dx}}+{\frac {M_{z}}{EI_{z}}}}

## Flexió en plaques i làmines
Una placa és un element estructural que pot presentar flexió en dues direccions perpendiculars. Existeixen dues hipòtesis cinemàtiques comunes per representar la flexió de plaques i làmines:
- La hipòtesi de Love-Kirchhoff
- La hipòtesi de Reissner-Mindlin.

Sent la primera l'anàleg per a plaques de la hipòtesi de Navier-Bernouilli i el segon l'anàleg de la hipòtesi de Timoshenko.

### Teoria de Love-Kirchhoff
La teoria de plaques de Love-Kirchhoff és la que es deriva de la hipòtesi cinemàtica de Love-Kirchhoff per a aquestes i és anàloga a la hipòtesi de Navier-Bernouilli per a bigues i, per tant, té limitacions similars, i és adequada només quan l'espessor de la placa és prou petit en relació al seu llarg i ample.
Per a un placa de gruix constant  h  emprarem un sistema de coordenades cartesianes amb ( x, i ) segons el pla que conté a la placa, i el aquest  z  es prendrà segons la direcció perpendicular a la placa (prenent  z  = 0 en el pla mitjà). Amb aquests eixos de coordenades les tensions segons les dues direccions perpendiculars de la placa són:

{\displaystyle \sigma _{x}(x,y,z)={\frac {m_{x}z}{I_{b}}}\qquad \sigma _{i}(x,y,z)={\frac {m_{y}z}{I_{b}}}}

On:
{\displaystyle I_{b}=h^{3}/12\;}, és el segon moment d'àrea per unitat d'ample.
{\displaystyle H\,} és el gruix de la placa.
{\displaystyle M_{x},m_{y}\;=h^{3}/12}, són els moments flectors per unitat d'ample, que poden relacionar-se amb el camp de desplaçaments verticals  w  ( x, i ) mitjançant les següents equacions:

{\displaystyle m_{x}=-D\left[{\frac {\partial ^{2}w(x,i)}{\partial x^{2}}}+\nu {\frac {\partial ^{2}w(x,y)}{\partial i^{2}}}\right]\qquad m_{y}=-D\left[{\frac {\partial ^{2}w(x,i)}{\partial i^{2}}}+\nu {\frac {\partial ^{2}w(x,i)}{\partial x^{2}}}\right]}

Per trobar la fletxa que apareix en l'equació anterior és necessari resoldre una equació en derivades parcials que és l'anàleg bidimensional a l'equació de la corba elàstica:

{\displaystyle {\frac {\partial ^{4}W(x,i)}{\partial x^{4}}}+2{\frac {\partial ^{4}W(x,i)}{\partial x^{2}\partial i^{2}}}+{\frac {\partial ^{4}W(x,i)}{\partial i^{4}}}={\frac {q_{S}(x,y)}{D}}}

El factor:

{\displaystyle D={\frac {Ei^{3}}{12(1-\nu ^{2})}}}

es diu rigidesa flexional de plaques on:
{\displaystyle I,\nu \,} són les constants elàstiques del material: mòdul de Young i coeficient de Poisson.
{\displaystyle H\,} és el gruix de la placa.

### Teoria de Reissner-Mindlin
La teoria de Reissner-Mindlin és l'anàleg per a plaques de la teoria de Timoixenko per bigues. Així en aquesta teoria, a diferència de la teoria més aproximada de Love-Kirchhoff, el vector normal al pla mitjà de la placa un cop deformada la placa no té per què coincidir amb el vector normal a la superfície mitjana deformada.